# Ślizg czubaty

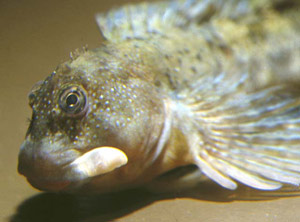
głowa ślizga czubatego

Ślizg czubaty, pierzyk ( Coryphoblennius galerita) – gatunek morskiej ryby okoniokształtnej z rodziny ślizgowatych (Blenniidae). Jedyny przedstawiciel rodzaju Coryphoblennius.

## Zasięg występowania
Występuje w północnym Atlantyku od wybrzeża zachodnioafrykańskiego do południowej Irlandii, w kanale La Manche i Morzu Śródziemnym, gdzie jest jednak rzadki.
Ryba żyjąca na dnie przy skalistych brzegach, często także w strefie pływów, także na łąkach brunatnic. W czasie odpływu często zostaje w kałużach chowając się w szczelinach skalnych lub wśród glonów.

## Charakterystyka

### Wygląd
Ciało wydłużone, bocznie spłaszczone. Głowa o zaokrąglonym profilu, oczy umieszczone wysoko, powyżej charakterystyczny trójkątny płat skóry z nim szereg od 3 do 7 wyrostków skórnych. Ciało bezłuskie, skóra śluzowata. Płetwa grzbietowe długa, w środkowej części wcięciem, podparta 12–13 twardymi i 15–18 miękkimi promieniami, tylna część wyższa. Płetwa odbytowa podparta 1 twardy i 17–18 miękkimi promieniami. Płetwy piersiowa duża, silna, wachlarzowata. Płetwy brzuszne nitkowate. Płetwa ogonowa zaokrąglona.
Ubarwienie w zależności od miejsca występowania szare, brązowe lub oliwkowe z ciemniejszym marmurkowaniem lub poprzecznymi pręgami.
Dorasta maksymalnie do 8 cm.

### Pokarm
Odżywia się wieloszczetami i skorupiakami

### Rozmnażanie
Tarło odbywa się latem. Ikra składana jest pod kamieniami lub w szczelinach skalnych. Ikrą opiekuje się samiec.